# Stanislas Lalanne
Stanislas Marie Georges Jude Lalanne (Metz, 3 de agosto de 1948) é o bispo interino de Pontoise.
Stanislas Lalanne foi ordenado sacerdote em 8 de novembro de 1975. 
Papa Bento XVI nomeou-o Bispo de Coutances] em 4 de abril de 2007. O Arcebispo de Bordeaux, Cardeal Jean-Pierre Bernard Ricard, o consagrou em 3 de junho do mesmo ano; Os co-consagradores foram Hippolyte Simon, arcebispo de Clermont, e Éric Aumonier, bispo de Versalhes.
Em 31 de janeiro de 2013, o Papa Bento XVI o nomeou Bispo de Pontoise. Em 6 de abril do mesmo ano, Lalanne foi empossado. 
Em 13 de julho de 2016, tornou-se membro do Secretariado das Comunicações (hoje: Dicastério para as Comunicações) da Cúria Romana.